# Unión Canadiense de Fascistas
El Partido Fascista Canadiense fue un partido político fascista con sede en la ciudad de Winnipeg, Manitoba, Canadá, en la década de 1930. El núcleo formativo del partido era un grupo disidente del Partido Nacionalista Canadiense que consideraba que los principios del corporativismo eran más importantes que las motivaciones raciales del Partido Nacionalista. Esta disposición se destaca en una declaración oficial de que "el antisemitismo era un síntoma de Alemania, no del fascismo". El partido fue fundado como la Unión de Fascistas del Imperio Británico y estaba afiliado a la Unión Británica de Fascistas. Más tarde se conoció como la Unión Canadiense de Fascistas y Unión Canadiense. Publicó su propio periódico, The Thunderbolt.

## Historia
El partido fue dirigido por "Chuck" Crate, quien se convirtió en líder a la edad de 17 años. Se había puesto en contacto con la Unión Británica de Fascistas, quienes lo pusieron en contacto con el partido. John Ross Taylor de Toronto se convirtió en secretario y organizador del partido.
El partido tuvo dificultades para atraer seguidores porque la mayoría de los canadienses que apoyaban el fascismo se inclinaban hacia la marca racista adoptada por Adrien Arcand y otros. En la primera reunión de la fiesta, asistieron aproximadamente 200 personas.
Esta disparidad entre el partido y la de Arcand continuaría durante toda su existencia. Antes de que el gobierno tomara medidas contra los partidos fascistas canadienses, la Unión Canadiense de Fascistas y el grupo de Arcand celebraron congresos fascistas simultáneos en Toronto. Mientras que el grupo de Arcand, denominado "Unión Nacional", atrajo a una multitud de alrededor de 4.000, la Unión Canadiense logró atraer solo a unos 30 residentes locales a su causa. 
El partido se disolvió cuando comenzó la Segunda Guerra Mundial. El partido les dijo a sus miembros que obedecieran la ley pero que trabajaran por una paz negociada. Crate escapó de un cargo de traición y terminó en la Marina Real de Canadá. 
El partido, aunque no era oficialmente racista o antisemita, tenía fuertes conexiones con el Partido de Unidad Nacional de Adrien Arcand.